# Megaselia flavicans
Megaselia flavicans är en tvåvingeart som beskrevs av Schmitz 1935. Megaselia flavicans ingår i släktet Megaselia och familjen puckelflugor. Arten är reproducerande i Sverige. Inga underarter finns listade i Catalogue of Life.